# César Díaz
César Antonio Díaz Escobar (Santiago del Cile, 20 giugno 1975) è un ex calciatore cileno, di ruolo Attaccante.